# Club Deportivo Tulancingo
El Club Deportivo Tulancingo fue un equipo de fútbol de Tulancingo, Hidalgo que participaba en la Serie A de la Segunda División de México.

## Historia
En la ciudad de Tulancingo han existido varios equipos de fútbol a lo largo de la historia, destacando especialmente los clubes Titanes de Tulancingo y Fútbol Club Satélites los cuales representaron a la localidad en varias etapas, pero se vieron obligados a desaparecer por cuestiones financieras o de infraestrucutura. Tras la desaparición de ambos clubes algunos equipos continuaron con el deporte en la ciudad, aunque tomando parte de la Tercera División de México, última categoría profesional del balompié azteca.
En mayo de 2022 se dio a conocer la fundación del Club Deportivo Tulancingo, el cual sería inscrito en la Segunda División de México con el objetivo de competir profesionalmente, el proyecto también buscaría la formación de futbolistas con una segunda escuadra que tomara parte de la Tercera División, con lo que se pretende mantenerse en la ciudad durante el largo plazo.
El equipo fue aceptado en la Serie A de la Segunda División el 1 de julio de 2022. El 12 de julio se anunció que el club tomaría parte del Grupo 2.
El debut oficial del equipo se dio el 27 de agosto de 2022, en el primer partido el Tulancingo fue derrotado 3-0 por Aguacateros Club Deportivo Uruapan. El club consiguió su primera victoria oficial el 18 de septiembre cuando derrotaron por 1-0 a los Reboceros de La Piedad. El equipo concluyó su primer torneo con seis puntos producto de una victoria, tres empates y seis derrotas. Para su segundo torneo el Deportivo Tulancingo mejoró sus números, cerrando la campaña con trece puntos, doblando la cantidad que hizo en su certamen debut, aunque lejos de los puestos de liguilla.
En un principio el equipo había sido recolocado en la Serie B de México, rama secundaria de la Segunda División para encarar la temporada 2023-24. Posteriormente se informó que el club abandonó la ciudad de Tulancingo sin aclarar cual sería la siguiente sede para la continuidad del proyecto. Ante la imposibilidad de conseguir una nueva localidad adecuada para la continuidad del proyecto deportivo, este equipo pausó su participación y no tomó parte del año futbolístico. El equipo no regresó a participar para la siguiente temporada, por lo que fue considerado como disuelto.

## Estadio
El Club Deportivo Tulancingo disputó sus partidos como local en el Estadio Primero de Mayo, el cual cuenta con una capacidad para albergar a 4000 espectadores y fue inaugurado en diciembre de 1939, por lo que es uno de los recintos deportivos más antiguos de México.

## Temporadas
| Temporada     | División          | Posición     |
| ------------- | ----------------- | ------------ |
| Apertura 2022 | 3.Segunda Serie A | 9o. Grupo II |
| Clausura 2023 | 3.Segunda Serie A | 8o. Grupo II |